# تهاجم کریمه
حمله به کریمه (انگلیسی: Crimean offensive) مجموعه ای از حملات ارتش سرخ به سمت شبه‌جزیره کریمه تحت کنترل آلمان بود. جبهه چهارم اوکراین ارتش سرخ با ارتش هفدهم (ورماخت) گروه ارتش A، که متشکل از تشکیلات ورماخت و رومانیایی بود، درگیر شد. نبردها با تخلیه کریمه توسط آلمانی‌ها به پایان رسید. نیروهای آلمانی و رومانیایی تلفات قابل توجهی در جریان تخلیه متحمل شدند.